# Cervonema macramphis
Cervonema macramphis is een rondwormensoort uit de familie van de Comesomatidae. De wetenschappelijke naam van de soort is voor het eerst geldig gepubliceerd in 1979 door Jensen.